# After the Honeymoon (film 1912)
After the Honeymoon è un cortometraggio muto del 1912 diretto da Dell Henderson.

## Produzione
Il film fu prodotto dalla Biograph Company.

## Distribuzione
Distribuito dalla General Film Company, il film - un cortometraggio di 165,2 metri - uscì nelle sale cinematografiche USA il 28 novembre 1912. Nelle proiezioni, veniva programmato con il sistema dello split reel, accorpato in un'unica bobina con un altro cortometraggio prodotto dalla Biograph, la commedia An Absent-Minded Burglar.
La Moving Pictures Sales Agency lo distribuì il 23 gennaio 1913 nel Regno Unito.
Non si conoscono copie ancora esistenti della pellicola che viene considerata presumibilmente perduta.